# Shaunavon (circonscription saskatchewanaise)
Pour les articles homonymes, voir Shaunavon et Gull Lake.
Circonscription électorale provinciale du Canada
Shaunavon (initialement Gull Lake) est une circonscription électorale provinciale de la Saskatchewan au Canada. Elle est représentée à l'Assemblée législative de la Saskatchewan de 1934 à 1995.

## Liste des députés
| Parlement                                                    | Années    | Député                   | Député                     | Parti                     |
| Gull Lake                                                    | Gull Lake | Gull Lake                | Gull Lake                  | Gull Lake                 |
| ------------------------------------------------------------ | --------- | ------------------------ | -------------------------- | ------------------------- |
| 8e                                                           | 1934–1938 |                          | Herman Henry Kemper (en)   | Fermier-travailliste      |
| 9e                                                           | 1938–1944 |                          | Harvey Harold McMahon (en) | Libéral                   |
| 10e                                                          | 1944–1948 |                          | Alvin Cecil Murray (en)    | CCF                       |
| 11e                                                          | 1948–1949 |                          | Alvin Cecil Murray (en)    | CCF                       |
| 11e                                                          | 1949-1952 | Thomas John Bentley (en) |                            | CCF                       |
| Shaunavon                                                    |           |                          |                            |                           |
| 12e                                                          | 1952–1956 |                          | Thomas John Bentley (en)   | CCF                       |
| 13e                                                          | 1956–1960 |                          | Thomas John Bentley (en)   | CCF                       |
| 14e                                                          | 1960–1964 | Arthur Kluzak (en)       |                            | CCF                       |
| 15e                                                          | 1964–1967 |                          | Fernand Larochelle (en)    | Libéral                   |
| 16e                                                          | 1967–1971 |                          | Fernand Larochelle (en)    | Libéral                   |
| 17e                                                          | 1971–1975 |                          | Allan Oliver               | Néo-démocrate             |
| 18e                                                          | 1975–1978 |                          | Eiliv Anderson (en)        | Libéral                   |
| 19e                                                          | 1978–1982 |                          | Dwain Lingenfelter         | Néo-démocrate             |
| 20e                                                          | 1982–1986 |                          | Dwain Lingenfelter         | Néo-démocrate             |
| 21e                                                          | 1986–1991 |                          | Theodore Gleim             | Progressiste-conservateur |
| 22e                                                          | 1991–1995 |                          | Glen McPherson             | Néo-démocrate             |
| Circonscription redistribuée dans Wood River et Cypress Hill |           |                          |                            |                           |

## Résultats électoraux
Shaunavon (depuis 1952)

Gull Lake (1934-1952)